# Кристмас Филмз
«Кристмас Филмз» — бывшая советская и российская мультипликационная студия, основанная 23 декабря 1989 года. Название студии связано с тем, что студия появилась в канун Рождества (англ. Christmas — «Рождество») и с тем, что в конце 1980-х в СССР процветала мода на Америку и вообще на всё западное.
Студия занималась производством мультипликационных фильмов, до 2012 года её возглавляла Елизавета Бабахина, с 2012-го и до 2017-го — Наталья Дабижа.

## Неполный список мультфильмов
- 29 декабря 1991 — Иван царевич и серый волк (реж. Галина Баринова)
- 1989—1994 — цикл «Шекспир: Великие комедии и трагедии» (12 фильмов)
- 1996—1997 — цикл «Ветхий завет — Библия в анимации» (6 фильмов)
- 1998 — Беовульф: Анимированный эпос (реж. Юрий Кулаков)
- 2000 — Гамлет (реж. Виталий Белоусов) (совместно с «Союзмультфильмом»)[2]
- 2000 — Чудотворец (реж. Станислав Соколов)
- 2000—2004 — Кентерберийские рассказы
- 1997—2003 — цикл «Сказки народов мира в анимации» (6 фильмов)
- 2005 — Ну, погоди! (выпуск 19)
- 2006 — Ну, погоди! (выпуск 20)
- 2005—2012 — Удивительные приключения Хомы
- 2009—2010 — Приключения котёнка и его друзей
- 2010—2016 — сериал Новаторы
- 2013 — сериал Приключения «Котобоя»

## Награды
- Золотая медаль Нью-Йоркского фестиваля телевизионных фильмов за лучшую анимацию в 1993 г.
- Зимняя сказка — Премия «Эмми» за лучшую анимацию и Золотая медаль Нью-Йоркского телефестиваля в 1996 г.
- Приз за лучшее художественное решение — Всемирный Фестиваль короткометражных фильмов в Торонто,1995 г.;
- Гран-При 3-го международного фестиваля мультипликационных фильмов — «Крок» в Киеве 1995 г.
- На кинофестивале «Мультфильмы на побережье» (Италия) в 1997 г. фильм «Иосиф» получил приз «Серебряный Пульчинелло» за лучший мультипликационный фильм и Специальный диплом жюри за лучшую режиссуру.
- Первая серия Кентербрийских рассказов была номинирована на премию «Oscar» Американской киноакадемии 1999 г. и награждена Премией Британской Академии кино и телевизионного искусства (Bafta) в 1999 г. в номинации «Лучший короткометражный анимационный фильм».
- На Международном кинофестивале в Сеуле в 2001 г. мультфильм «Волшебная кисточка» получил специальный приз за лучший анимационный фильм для телевидения.
- Премия «EPIPHANY», США, присуждена мультфильму «Чудотворец» в 2001 г., как наиболее вдохновляющему телевизионному фильму.
- Сериал «Приключения Котобоя» студии «Кристмас Филмз» получил несколько высших призов IX Международного арт-фестиваля «Лунный кот» (Испания).[3]